# The Adventures of Brisco County Jr.
The Adventures of Brisco County Jr. is een Amerikaanse actieserie die op de Amerikaanse televisie werd uitgezonden van 1993 tot 1994.

## Rolverdeling
| Acteur              | Personage         |
| ------------------- | ----------------- |
| Bruce Campbell      | Brisco County Jr. |
| Julius Carry        | Lord Bowler       |
| Christian Clemenson | Socrates Poole    |